# 马西尼亚塔-达塞沙
马西尼亚塔-达塞沙是葡萄牙阿威罗区的一个堂区。总面积6.37平方公里，总人口1446人，人口密度227人/平方公里。